# كريستيان براندي
كريستيان براندي (بالإيطالية: Cristian Brandi)‏ هو لاعب كرة مضرب إيطالي، ولد في 10 يونيو 1970 في برينديزي في إيطاليا.

## وصلات خارجية
- كريستيان براندي على موقع رابطة محترفي التنس (الإنجليزية)
- كريستيان براندي على موقع الاتحاد الدولي لكرة المضرب (الإنجليزية)
- كريستيان براندي على موقع كأس ديفيز (الإنجليزية)
- كريستيان براندي على موقع خلاصة التنس.كوم (الإنجليزية)
- كريستيان براندي على موقع أوليمبيديا (الإنجليزية)